# 森川圭
森川 圭（もりかわ けい、1964年5月3日 - ）は、日本の映画監督、演出家、脚本家、撮影監督、編集技師である。AV監督としても活動しており、監督や撮影を手がけたアダルトビデオは2015年時点で1000本を超えている。日本映画監督協会、日本シナリオ作家協会　会員。

## 経歴
成人映画、一般映画の助監督、制作、撮影助手を経験後、望月六郎率いる映画製作会社・イースタッフユニオン設立に参加。同監督作『スキンレスナイト』（1991年）では企画を担当。この時期にアダルトビデオの監督業を開始。
1993年にオリジナルビデオ『AV女優志願』（大映）で劇作品監督デビュー。
2010年にはAV（アダルトビデオ）撮影現場のメイクルームの１日を描いた舞台を作劇・演出。後述の映画『メイクルーム』の原案となる。
2012年、鈴木まりや主演のホラー映画『2ちゃんねるの呪い 新劇場版・本危』を監督する。2014年には、中塚智実主演のホラー映画『エクステ娘 劇場版』を監督した。2015年、森田亜紀主演のコメディー映画『メイクルーム』を監督し、同年のゆうばり国際ファンタスティック映画祭にて、オフシアター・コンペティション部門のグランプリを受賞する。50歳でのグランプリ受賞は史上最高齢受賞となった。

## フィルモグラフィー

### 映画
- スキンレスナイト（1991年） - 企画
- PAIN ペイン（2001年） - 出演
- 子猫の涙（2008年） - 監督補
- 2ちゃんねるの呪い 新劇場版・本危（2012年） - 監督・撮影
- 桃まつり presents なみだ「雨の日はしおりちゃん家」（2013年） - 撮影・編集
- エクステ娘 劇場版（2014年） - 監督・撮影・編集
- がむしゃら（2015年） - 撮影
- メイクルーム（2015年） - 監督・脚本・編集
- オトナの恋愛事情（2016年） - 監督・脚本・編集
- 女ヒエラルキー底辺少女（2016年）編集・監督補佐
- メイクルーム2（2016年）-監督・脚本・編集
- 君にあえたら 妻の恋人（2017年）-監督・脚本（脚本はいまおかしんじと共作）
- 残念なアイドルはゾンビメイクがよく似合う（2019年）-監督・脚本
- オンザベッド（2022）-監督・脚本・編集
- Starting Over（2023）- 監督・撮影・編集

### オリジナルビデオ
- AV女優志願（1993年） - 監督・脚本[8]
- Chika 天使が通り過ぎる季節（1998年） - 監督・脚本
- OL株式会社（1999年） - 監督・脚本